# 王宣 (弘治甲子舉人)
王宣（15世紀—16世紀），字子鐘，號一臞，福建泉州府晉江縣人，明朝儒者。

## 生平
王宣是成化二十年進士蔡清的門生，與易时中、林同、赵逮、蔡烈同门，並與陳琛、李墀、張元璽並稱四傑，持論正大，確守師說，而有自己見解，學者一致稱頌；弘治十七年（1504年）他中舉人，但會試不第，以双亲年老需要奉养，終其身不再應舉。泉州知府顧可久興建一峰書院，選擇士有志者修學，讓他在內教學，常说：“学者混朱、陆为一，便非真知。”为人廓落豪迈，俯视一世。有文集及《東坡文集選粹》流傳。